# Бігоде
Жоау Феррейра Бігоде (порт. João Ferreira Bigode, 4 квітня 1922, Белу-Оризонті — 31 липня 2003, Белу-Оризонті) — бразильський футболіст, що грав на позиції захисника, зокрема, за клуби «Атлетіко Мінейру» та «Флуміненсе», а також національну збірну Бразилії.
Переможець Ліги Каріока. Дворазовий переможець Ліги Мінейро. У складі збірної — переможець чемпіонату Південної Америки. володар Кубка Ріу-Бранку.

## Клубна кар'єра
Народився 4 квітня 1922 року в місті Белу-Оризонті.
У футболі дебютував 1940 року виступами за команду «Атлетіко Мінейру». Відіграв за команду з Белу-Орізонті три сезони своєї ігрової кар'єри.
1943 року уклав контракт з клубом «Флуміненсе», у складі якого провів наступні шість років своєї кар'єри гравця.
З 1950 року два сезони захищав кольори «Фламенго». Більшість часу, проведеного у складі «Фламенго», був основним гравцем захисту команди.
1952 року повернувся до «Флуміненсе», за який відіграв 4 сезони. Граючи у складі «Флуміненсе» також здебільшого виходив на поле в основному складі команди. Завершив професійну кар'єру футболіста у 1956 році.

## Виступи за збірну
1949 року дебютував в офіційних матчах у складі національної збірної Бразилії. Протягом кар'єри у національній команді провів у її формі 10 матчів.
У складі збірної був учасником Чемпіонату Південної Америки 1949 року у Бразилії, здобувши того року титул континентального чемпіона.
У складі збірної був учасником чемпіонату світу 1950 року у Бразилії, де разом з командою здобув «срібло», зігравши з Мексикою (4-0), Югославією (2-0), Швецією (7-1), Іспанією (6-1) і Уругваєм (1-2).
Помер 31 липня 2003 року на 82-му році життя у місті Белу-Оризонті.

## Титули і досягнення
- Переможець Ліги Каріока (1):

«Флуміненсе»: 1946
- Переможець Ліги Мінейро (2):

«Атлетіко Мінейру»: 1941, 1942
- Переможець чемпіонату Південної Америки (1): 1949
- Володар Кубка Ріу-Бранку (1): 1950
- Віце-чемпіон світу: 1950
- Переможець Панамериканського чемпіонату: 1952